# Tanzen
Tanzen je EP talijanskog DJ-a Gigija D'Agostina koji je snimljen 1999.

## Popis pjesama
1. The Riddle (Club Mix)
2. Acid
3. Movimento
4. Passion
5. Another Way
6. Coca E Avana
7. Bla Bla Bla (Dark Remix)
8. Star
9. A.A.A.
10. One Day